# Aude Walker
Aude Walker, née à Paris le 12 juin 1980, est une romancière et une journaliste française .

## Biographie
Ses parents sont tous deux musiciens. Son père, américain d’origine irlandaise, a émigré en France à l’âge de vingt ans et s’y est installé.  Aude Walker, naît à Paris le 12 juin 1980.

### Journaliste
Diplômée de l'université Paris-Sorbonne (Paris IV), Aude Walker est pigiste pour Be et Technikart avant d’être nommée responsable de la rubrique développement personnel puis de la coordination de la rubrique culture chez Glamour.
En 2012, elle est chroniqueuse pour le Labo, émission quotidienne culturelle présentée par Sébastien Folin, sur France Ô.
Fin 2012, elle est nommée rédactrice en chef du magazine Stylist, dont elle assure le lancement avec Audrey Diwan, directrice éditoriale,.

### Autrice
Elle écrit sa première nouvelle à l’âge de onze ans.
En 2004, elle écrit une première version de son roman Saloon, mais, insatisfaite du résultat, elle le laisse reposer pendant quatre ans sur son disque dur.

## Publications
- Saloon, 2008, Prix du premier roman de la forêt des livres[7],[8].
- Un clown américain, 2010.
- Un homme jetable, Prix du roman social[9],[10],[11] Prix du roman d'entreprise 2013.